# バーニー・エクレストン
バーナード・チャールズ “バーニー”・エクレストン（英語: Bernard Charles "Bernie" Ecclestone, 1930年10月28日 - ）は、イギリス、サフォーク州イプスウィッチ出身の実業家で元レーシングドライバーである。
ブラバムのオーナーとともにフォーミュラ・ワン・コンストラクターズ・アソシエーション (FOCA) 会長をつとめ、フォーミュラワン・マネージメント（Formula One Management）、フォーミュラワン・アドミニストレーション（Formula One Administration）を核とするF1運営組織（フォーミュラワン・グループ）のCEOとなった。テレビ放映権をはじめとするF1の商業面を統括し、その多大な影響力からF1 Supremo（F1界の支配者）、ミスターEと呼ばれた。

## 経歴

### 生い立ち
サフォーク州バンギーに近い小村で、トロール漁船の船長の息子として生まれる。幼少時、右目が弱視であることが判明し、以後いろいろと苦労した。第二次世界大戦直前に両親とともにロンドンに引っ越し、バトル・オブ・ブリテンの戦災の中の暮らしを余儀なくされた。当時は新聞配達のバイトをしていたほか、学校の最寄り駅のパン屋で売られていたパンを登校途中に買い占め学校で売るといった形で小銭稼ぎをしていた。
16歳で学校を卒業すると地元のガス工場に就職したが、その傍ら趣味であるオートバイを楽しんでいた。なお高等教育は受けていない。そのうちに金が貯まると独立し、中古車販売業を手掛けて財を成す。

### ビジネス界での活躍
スペアパーツ取引の副業を手始めに、フレッド・コンプトンとともにオートバイのディーラー「Compton & Ecclestone」を設立し、後に単独経営者として国内最大級のチェーン店に成長させた。その後も不動産投資や貸金業、中古自動車を取扱う「Weekend Car Auctions」社の設立など青年実業家として活躍した。

### レースとの関わり
ビジネスの傍ら趣味の4輪レースではクーパーのマシンに乗り、たまにF3に出走していた（F1開幕戦1950年イギリスグランプリの前座レースにも出ている）。しかし1951年にブランズハッチで事故を経験するとしばらくレースから離れ、本業に専念した。
1957年、スチュアート・ルイス＝エヴァンズのマネージャーとしてレース界に復帰する。活動停止したコンノートのマシンを競売で買取り、転売しようとしたが上手くいかず、結局チームオーナーとしてF1モナコGPに参戦。このレースで4位入賞したルイス＝エヴァンズはヴァンウォールへ移籍する。
翌1958年も「B.C.Ecclestone」チームとして数戦出場し、エクレストン自身もF1ドライバーとしてモナコGPにエントリーしたが、あえなく予選落ちを喫する。イギリスGPでは予選突破を果たしたが、ジャック・フェアマンにマシンを譲り決勝では走らなかった。この年の最終戦モロッコGPでヴァンウォール所属のルイス＝エヴァンズが大クラッシュを喫して6日後に事故死する。これを機にエクレストンはコンノートを売却し、再びモータースポーツの世界から去った。
当時のエクレストンは、ナイトクラブや酒には興味がなかった一方でギャンブル好きで、よくカジノに出かけており、ロンドンのクロックフォード・カジノの常連だった。カジノで知り合った相手に、当時の本業の中古車ビジネスを展開することも多く、ツイッギーなどは上顧客だったと語っている。またレース関係者との交友は続いており、ジョン・クーパーとはよく一緒に遊んでいた。
この頃、クーパーチームを運営していたロイ・サルヴァドーリの紹介で有望な若手ヨッヘン・リントと出会う。エクレストン曰く、当時のリントは「（エクレストンの家の）合鍵を持ち、勝手に家に入ってきた」仲で、よく家でカードゲームをしながらビジネスのアイデアを話し合うのが常だった上、恋人のニーナ・リンコルンと結婚した際には新婚旅行にエクレストンの同行を求めたほどだった。結局、マネージャーとしてF1界に復帰。リントの所属するロータスF2チームの共同所有者にもなった。
1969年にリントはF1でもロータスに移籍するが、エクレストンは「（ロータスのマシンは）速いが、事故のリスクも高い」としてリントに注意を促していたという。実際1969年シーズン、リントはロータスのコーリン・チャップマンとよくマシン開発を巡って口論になり、よくエクレストンがそれに巻き込まれ仲裁していた。
1970年、リントはドライバーズ選手権をリード。エクレストンをして「夢のようなシーズン」と言うほどだったが、イタリアGP予選中に事故死。死後チャンピオンに決定した。

### ブラバムのオーナー

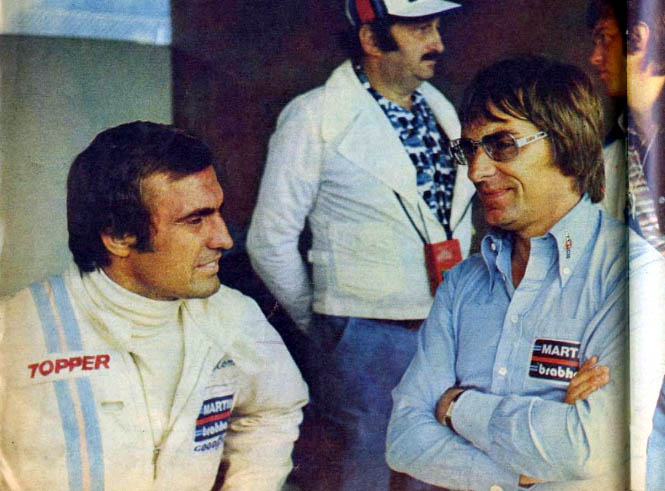
ブラバムオーナー時代、ドライバー カルロス・ロイテマン(左)と会話するバーニー(右)（1975年）

1972年の初めにロン・トーラナックからブラバムを買収し、再びチームオーナーとなる。カスタマー部門を閉鎖し、ワークスチームの活動に専念。独創的なマシンデザイナーゴードン・マレーを擁し、アルファロメオエンジンの独占契約、パルマラットのスポンサーマネー、大物ニキ・ラウダの獲得などによって低迷していた戦力を強化した。エースドライバーのネルソン・ピケが1981年と1983年のチャンピオンに輝くなど、大きな成功を収めた。
しかしエクレストン自身はF1界の運営責任者という役割に専念するようになり、1987年にチームを手放した。その後、資金難に陥ったブラバムは迷走の末6年後に消滅する。

### F1界のボス
1970年代始め、ブラバム、ロータス、マクラーレン、ティレル、マーチらイギリスの独立系コンストラクターは互助組織としてF1CA（Formula 1 Constructors Association）を結成していたが、その機能は脆弱であった。ブラバムの新オーナーに就いたバーニーはビジネス経験を活かして各国レース興業者とのギャランティー交渉などを請負い、コーリン・チャップマン、テディ・メイヤー、ケン・ティレルらオーナー仲間の信頼をえる。1974年、F1CAはFOCA（Formula One Constructors Association）に発展し、選手権の規模拡大を推進する。エクレストンは1978年にFOCA会長に就任し、マーチ創設者の一人であるマックス・モズレーをアドバイザーとして、F1の運営全体にまで影響を与えるようになる。
この動きに対抗し、国際自動車連盟（FIA）の一部はジャン=マリー・バレストル会長以下国際自動車スポーツ連盟（FISA）を結成。両者の激しい対立は「FISA-FOCA戦争」と呼ばれ、バレストルとエクレストンの権力闘争の様相も呈した。1981年、両陣営は和解案としてコンコルド協定を締結し、FOCAはF1の商業権を委託されることになる。

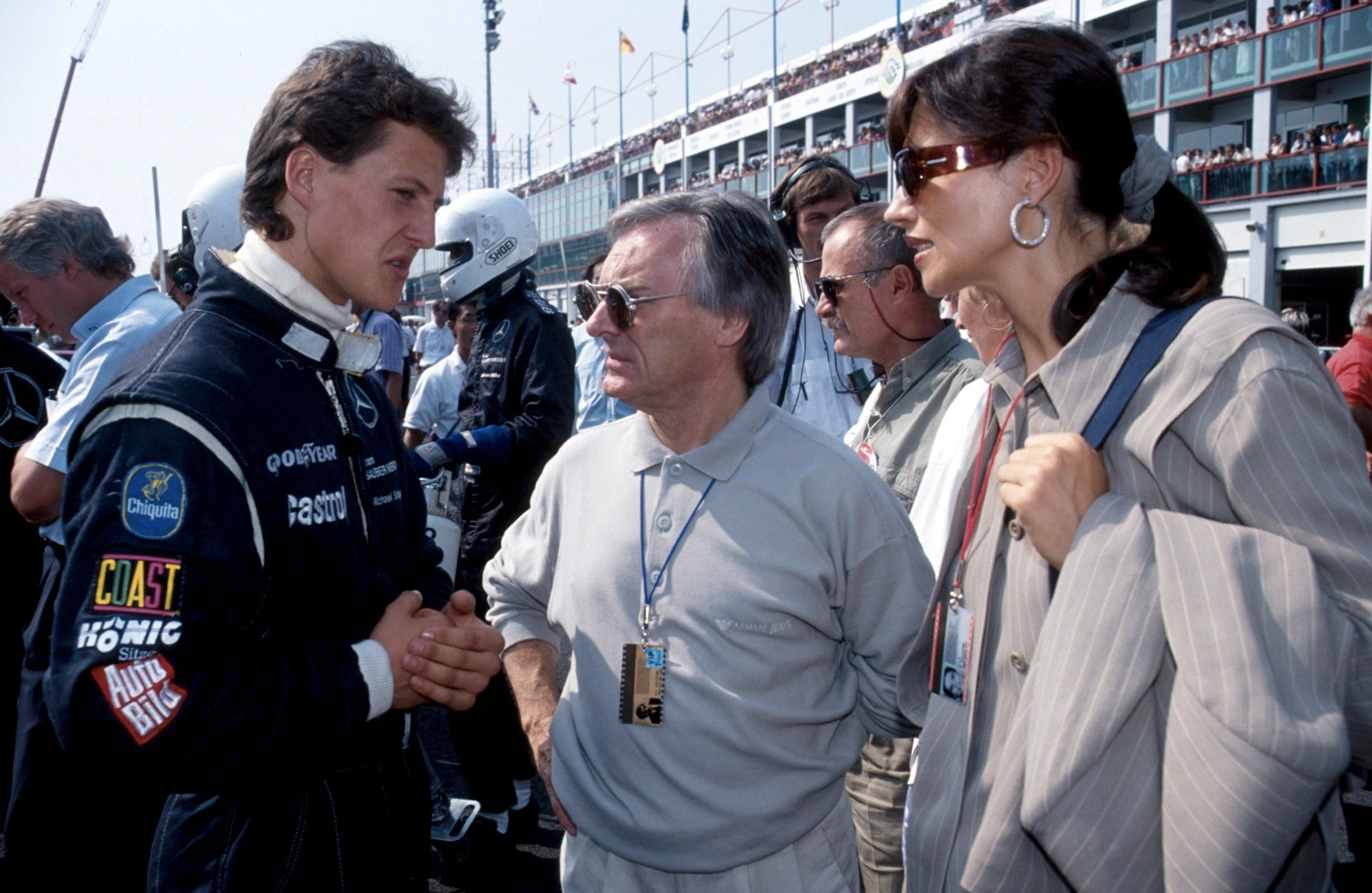
ミハエル・シューマッハ（左）とエクレストン（中央）。1991年のSWCマニクールにて。

その後エクレストンはFIA副会長（プロモーション担当）を兼任。FOCAから距離をとり、自身の興業会社FOPA（Formula One Promotions and Administration）を設立し、テレビ放映権料の23%と興行権料のすべてを得ることになる（テレビ放映権料の47%はチーム、30%はFIAへ分配）。1993年にはバレストルに代わってモズレーがFIA会長に就任し、FOCA時代のコンビがF1を仕切ることになる。
1997年、エクレストンはFOPAをFOA (Formula One Administration) とFOM (Formula One Management) へ分割し、これを含む関連会社の親会社としてFOH（Formula One Holdings）を設立した。この年、EUのタバコ広告禁止法案にイギリス政府が反対した件で、エクレストンが労働党に100万ポンドを献金していたことがスキャンダルとなり、収賄を疑われた労働党は全額を返却した（タバコ会社はF1の重要なスポンサーであり、2006年まで特例で広告が認められていた）。また、1998年のコンコルド協定更改では、FOAがチーム分配分を除くテレビ放映権料の53%を取得するという取り決めにコンストラクターの一部が反対する事態も起きた。

### 商業権の行方

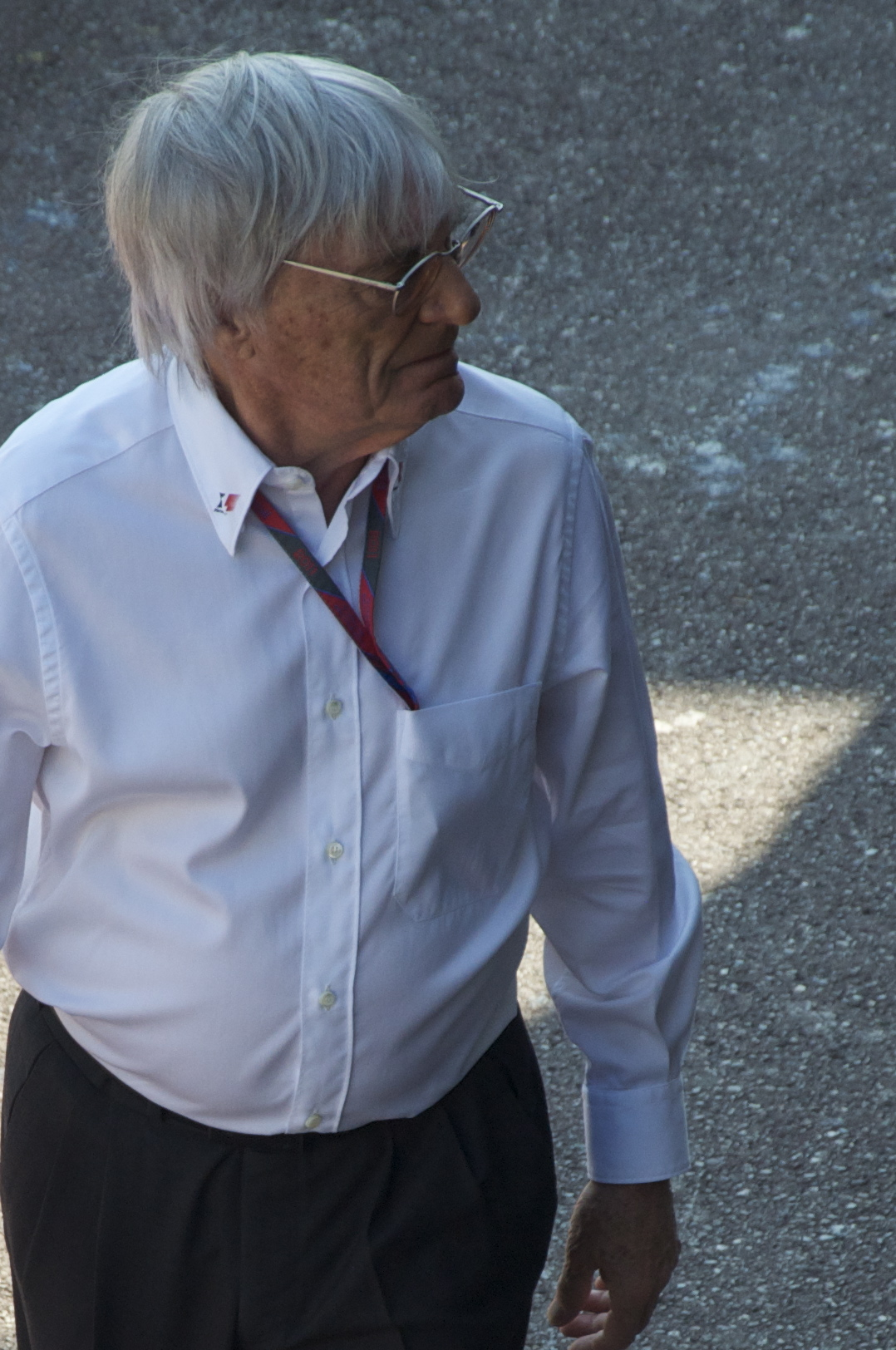
バーニー・エクレストン
2011年モナコGPにて。

1990年代末、妻スラヴィカと共同信託でSLECホールディングスを設立し、その傘下に自身が所有するFOH、FOA、FOMなどのF1関連企業（フォーミュラワン・グループ）を置き、F1における様々な権利関係を統括するようになる。2001年、FIAはF1の商業権をSLECへ2011年から2111年までの100年間リースすると発表した。
エクレストンはSLEC株のうち25%を手元に残し、残りを投資銀行に売却。多大な利益を得ながら、CEOとして変わらぬ権力を保った。しかし、株式の過半数がF1外部に流れる状況が運営の安定を損ねるとして、自動車メーカー連合がGPMAを結成して新シリーズ立ち上げを唱える騒ぎとなった。2005年、バーニーはCVCキャピタル・パートナーズと共同でアルファプレマを設立。2006年、SLEC株の残り75%を回収し、アルファプレマを親会社にフォーミュラワン・グループを再構築した。
マックス・モズレーFIA会長のセックススキャンダル発覚後、2008年6月3日に世界各国の自動車連盟代表者などによる会長信任投票が行われた。その直前、モズレーは各国連盟に対し信任を求める書簡を送付したがその内容の一部に「商業権を握るエクレストンとCVCの勢力拡大を止めるべき、またそれを止められるのは自分（モズレー）しかいない」旨が記されていたことから、エクレストンとモズレーの関係が悪化した。さらにモズレーが総投票数の2/3近くの信任票を受け信任されたため、その後のカナダGPではモズレー続投によるイメージ悪化と権力集中を懸念するエクレストンと各チーム代表者が会合を開き、モズレー（FIA）の介入を受けない独立した新シリーズGP1設立を話し合ったと噂された。モズレーは2009年にバジェットキャップを巡るFOTAとの騒動の末、FIA会長選に再出馬せず退任した。
のちにエクレストンは人生のたったひとつの後悔として、モズレーのスキャンダルの際、助けを必要としていた彼を十分にサポートできなかったと明かしている。謝罪したが、その後しばらくはモズレーとの関係が上手くいかなかったという。

### グリブコウスキー裁判
2013年以降、エクレストンの地位を揺るがす可能性のある贈賄容疑の裁判が行なわれている。2006年にCVCキャピタルパートナーズがバイエルン州立銀行の保有するSLEC株47.2%を取得した際、同銀行のリスクマネージャーだったゲルハルト・グリブコウスキーがエクレストンから4400万ドルの賄賂をもらい、SLEC株を不当に低く評価してCVCへの売却を円滑化したという疑いが発覚。グリブコウスキーは2011年1月に収賄・背任・脱税の容疑で逮捕され、2012年6月に禁固8年半の有罪判決を受けた。被告は当初「コンサルタント料金」として容疑を否認したものの、審理中に検察の主張を認め、エクレストンから賄賂を受け取ったと認めた。
エクレストンはグリブコウスキーへの支払いを認めたものの、賄賂性については否定。エクレストン家の家族信託バンビーノ・ホールディングスについて、グリブコウスキーが英国歳入税関庁 (HMRC) に虚偽の告発をすると恐喝してきたので支払ったと説明した。エクレストンは家族への相続対策として英国外にバンビーノを設立していたが、告発によってHMRCに信託の正当性を疑われる懸念があったので、トラブルを避けるためグリブコウスキーの要求に従ったとしている。被告の証言については「単に減刑を狙ったものだ」と述べた。
ミュンヘン検察当局はエクレストンの主張を認めず、2013年7月に正式にエクレストンを起訴した。また、ドイツのメディアグループ、コンスタンティン・メディアンとアメリカの投資会社ブルーウォーターズ・コミュニケーションズは、CVCへの売却操作によって本来得られるはずだった利益を失ったとして、それぞれロンドンとニューヨークで巨額の損害賠償訴訟を起こしたが、双方ともエクレストン側に有利な裁定が下された。
エクレストンは法廷で無実を証明する意向で、以前と変わらず日常業務をこなしているが、裁判終了までデルタトプコ（F1の持ち株会社）の取締役を辞任すると発表した。
2014年8月5日、検察、弁護側の双方は、エクレストンが1億ドル（約102億円）を支払うことを条件に、裁判の打ち切りで同意した。ドイツの法律では裁判官を含むすべての陣営が同意した場合、一部の刑事裁判を罰金もしくはより軽い罰で解決することができる。これにより、エクレストンの経歴に犯罪は残らず、事実上の無罪となり、F1トップの座にとどまる見通しとなった。ただし、別の民事訴訟はまだ進行中となっている。

### CEO退任
エクレストンは40年にわたりF1の商業面をほぼ個人で取り仕切ってきたが、1999年に心臓のバイパス手術をし、80歳を過ぎた高齢でもあるため、引退や後継者問題が取りざたされてきた。後継者候補として元ルノー代表のフラビオ・ブリアトーレや、レッドブル代表のクリスチャン・ホーナー、メルセデス代表のトト・ヴォルフらの名が挙がったこともある。
2016年9月7日、アメリカのメディア企業リバティメディアがCVCキャピタル・パートナーズから株式を買収し、F1の新オーナーとなることを発表。チェイス・キャリーが会長に就任し、エクレストンはCEOを継続すると発表された。2017年1月23日、F1買収手続きの完了に伴い、キャリーがCEOも兼務することになり、エクレストンは「名誉会長」という役職に就いた。買収前には3年間CEOを続けるよう依頼されたが、キャリーから直接CEOを退くよう求められたという。その後は相談役のようなポジションにいるが、もはやサーキットに来ることも歓迎されていないと語っている。2020年1月をもって名誉会長職も退いている。
2022年7月、「シンガポールの銀行口座に保管されていた4億ポンド以上の信託財産を申告しなかった」詐欺罪で起訴され、2023年10月には懲役17カ月、執行猶予2年の有罪判決を受ける。ただし収監を避けるため、イギリス歳入関税庁（HMRC）に対し追徴課税6億5200万ポンドを収めることで和解した。

## 人物

### 経営術
1970年代以降、タバコ企業などのスポンサー資金参入によりF1はアマチュアリズムを脱して商業的な拡大へ向かう。その時代の寵児としてエクレストンはコンコルド協定で運営権を勝ち取り、先進的なビジネスセンスでF1を巨大なスポーツイベントに成長させた。その最大の成功はテレビメディアに目をつけ、放映権ビジネスを導入したことである。レースファン以外の一般視聴者にも楽しめるよう競技環境の改善を図り、「安全で高級なエンターテイメント」に仕立てて世界各国へ放送契約を売りこんだ。安全性向上のためシド・ワトキンス医師に公式ドクターを依頼し、ともに医療体制の改革に力を注いだ。世界的な露出効果を期待するスポンサーが集まることで、サーキットの看板広告料やVIPへのサービス業（パドッククラブ）などの付帯利益も生まれている。
これらの関連ビジネス会社を所有し、F1マネーを私有化していることに対しては独占的・儲けすぎという批判もあるが、交渉力や面倒見のよさを信頼され長きに渡り特権を認められてきた。しかし、F1の将来性という点でGPMAはバーニーの会社組織の不透明さや排他的な慣習を問題視していた（アルファプレマの設立は、GPMA側の意向を汲んだ組織再編というも見方もある）。
また、その拡大路線でコストが跳ね上がり、名門チームや伝統あるサーキットが財政難に追い込まれた点にも伝統派のファンから批判が寄せられている。F1の開催地選択権は事実上エクレストンが握っており、施設改修要求や興行権料の高騰でサーキット側の負担は厳しくなっている。エクレストン自身、CEO退任後に開催費請求が高すぎたことを認め、オーナー企業（CVCキャピタル・パートナーズ）の収益を上げるためだったと釈明した。
2000年代以降のスポーツビジネスにおいてインターネットの活用範囲が拡大しているが、エクレストンはF1レース中継の映像配信や、ソーシャルメディアを通じた情報発信ついて保守的である。1996年には衛星有料放送に目をつけ、私財を投じてマルチチャンネルのFOCA TV（通称：バーニーTV）を立ち上げたが成功しなかった。
交渉事においては、複数の候補者同士を競いあわせて主導権を握る手腕に長けている。1986年に日本GP鈴鹿開催を発表した時には、フジテレビに対してテレビ放映権料の要求額を一気に引き上げ、交渉の場では「他局の代理人が白紙委任状を持って隣の部屋で待っている。今ここでサインしなければ隣にいく」と言って即断を迫ったという。
また、F1チームとの力関係では分割統治戦略を駆使し、トップチームに特別待遇を与えるなどしてチーム側の団結力を削いできた。2005年にGPWCからフェラーリが電撃脱退した件について、のちに「フェラーリを8000万ドルの特別分配金で買収した」と暴露した。ただし、交渉がまとまれば後腐れなく、必ず約束を守るボスとして信頼を築いてきた。F1の新CEOであるチェイス・キャリーはエクレストンの「分割統治」スタイルからの脱却を唱えているが、エクレストンは「F1では民主主義は機能しない」と批判している。

### 資産
F1に関する商業権を統括することにより、自らも莫大な財産を築き上げていることで知られる。2003年の英サンデー・タイムズ紙の長者番付では、推定資産24億ポンドで英国で3位にランクされていた。また2004年には23億4,300万ポンドに減少したとはいえ、なお8位にランクされていた。しかし後述する離婚問題で多額の慰謝料を支払った関係や、2008年以降の世界的な景気低迷による資産価値下落などの影響で、2009年には推定資産が14億6,600万ポンドに減少し24位に後退している。
2007年、ルノーF1代表フラビオ・ブリアトーレと共同で、イングランド・フットボール2部リーグに所属するクイーンズ・パーク・レンジャーズFC (QPR) を買収。その後、ブリアトーレの保有株を取得し最大株主となったが、2011年にエアアジア経営者のトニー・フェルナンデスへ売却した。

### 家族

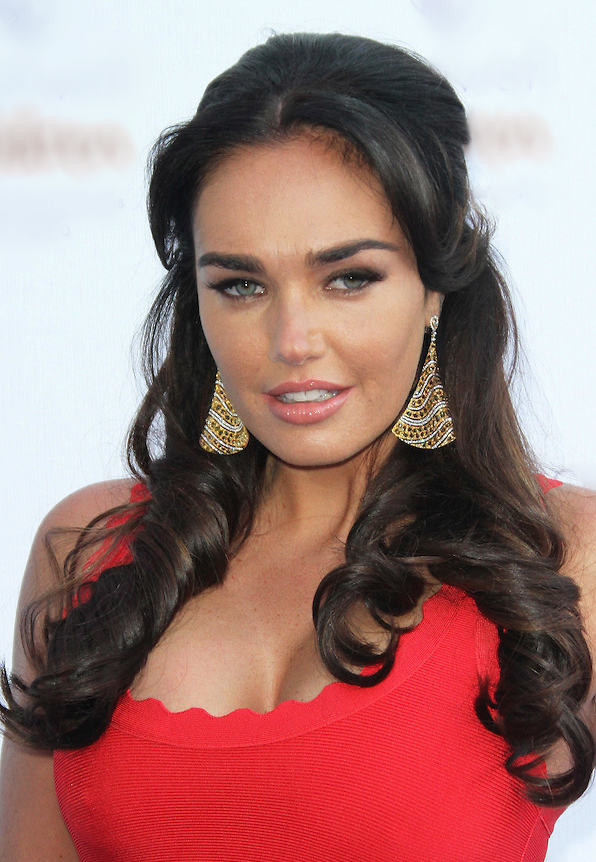
長女タマラ・エクレストン

1952年にアイビー・ヴァンフォードと結婚し、娘デボラをもうけるが離婚。1984年にクロアチア人のスラヴィカ・ラディッチと再婚し、SLECの社名はその名前「SLavica ECclestone」からとった。元ファッションモデルのスラヴィカは28歳年下で、夫よりも身長が30cm高い。
スラヴィカとの間に生まれた長女タマラ（1984年生）と次女ペトラ（1988年生）は「イギリス版ヒルトン姉妹」と称されるセレブリティーとして度々メディアに登場している。テレビ司会者・モデルのタマラは『PLAYBOY』誌でヌードを披露した。
スラヴィカは2008年11月に離婚の申し立てを行い、バーニーの持つ膨大な資産との関係で、その慰謝料が極めて高額になるのではないかと注目を集めたが、2009年3月に離婚が成立。慰謝料の金額は明らかにされていないが、離婚直後に発表された英タイムズ紙の長者番付でスラヴィカは推定資産7億3,400万ポンドで58位に入った。
2012年8月、ブラジルGPのマーケティング部門で働いていた49歳下のブラジル人ファビアナ・フロシと結婚した。2016年に義母（ファビアナの母）が誘拐され、ブラジル史上最高額の身代金3,650万ドル（約38億円）を要求されたが、9日目に無事救出された。犯行グループのひとりは、エクレストンが雇っていたヘリコプター操縦士だった。
2020年7月、89歳にしてファビアナとの間に、第4子で長男となる「エース（Ace)」が誕生した。最初の妻との間に生まれた第1子デボラにとっては65歳違いの異母弟となる（デボラには孫がおり、エクレストンは曽祖父にあたる）。2021年12月、ファビアナが国際自動車連盟（FIA）のスポーツ担当副会長に任命され、南米を統括することになった。

### 発言
歯に衣着せぬ発言を度々繰り返している。

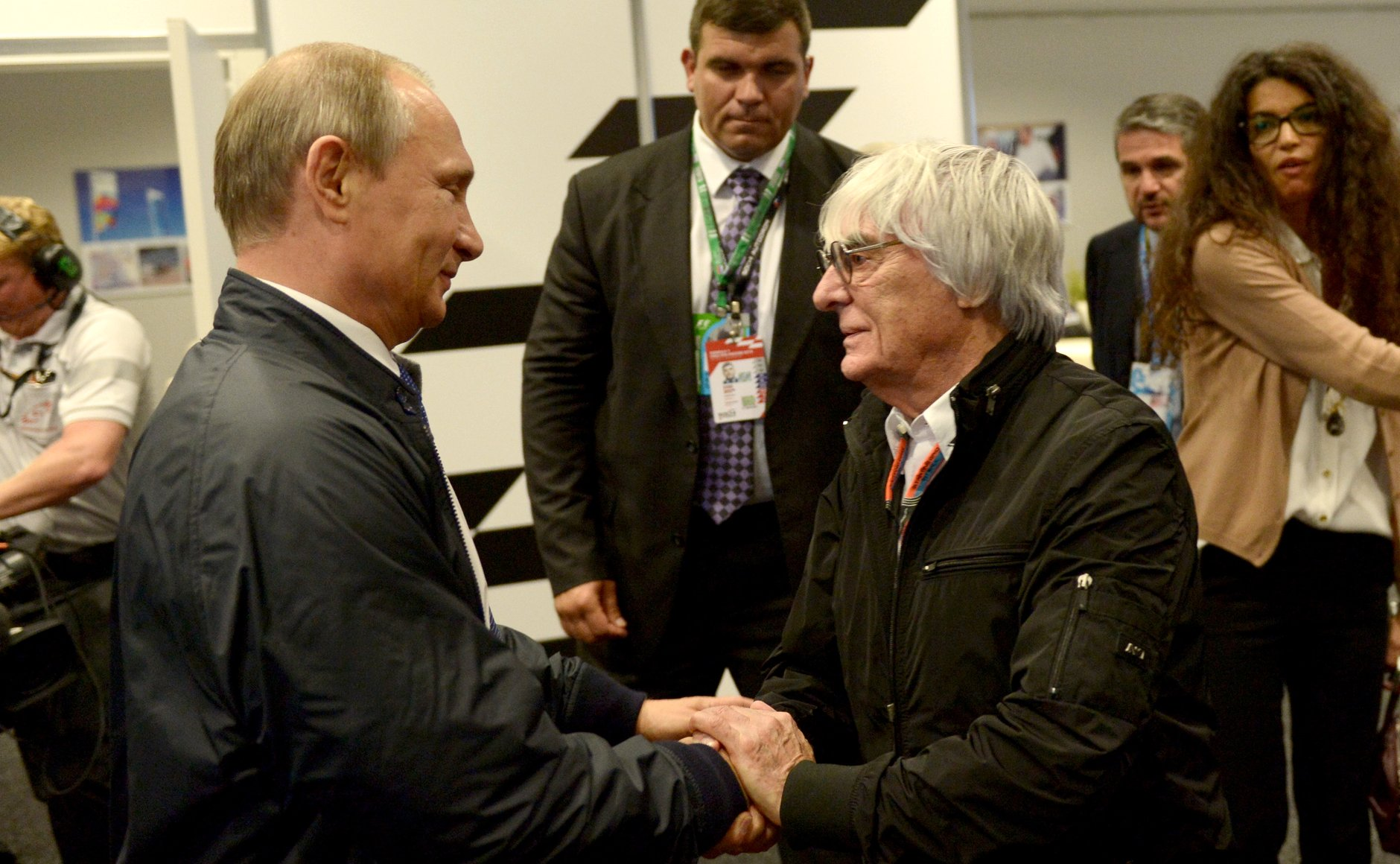
ロシアのプーチン大統領とエクレストン（2015年）

- 政治家のリーダーシップを問う話題で「このようなことを言うのは適切ではないのかもしれないが、ヒトラーのしたことを別にすれば、彼は多くの人間を束ね、物事を成し遂げている」と発言し、のちに釈明と謝罪を行なった[48][49]。
- ロシアGP実現の後ろ盾となったウラジーミル・プーチン大統領について「もし誰かがマシンガンを持ってプーチンを撃とうとしていたら、私は彼の前に立つ」「私は彼にヨーロッパを率いてほしいと思っている。（中略）彼は自分がやるつもりだと言ったことをやる。私は民主主義の支持者ではない。独裁者が必要なのだ」と支持している[50]。
- F1にオーバーテイクが足りないという不満の声に対し、「金メダルの数で年間チャンピオンを決定[51]」「トラックに水を撒いて人工的なウェットレースを行なう[52]」などのアイデアを提案した。
- 女性ドライバーダニカ・パトリックの活躍について「女性は家電（domestic appliances）のような白い服を着た方がいい」と発言して物議を醸した[53]。また、女性のみが参加する選手権をF1のサポートレースとして開催するというアイデアを示したが、スージー・ヴォルフから「正しい方向だとは全く思わない」と反発を受けた[54]。
- オーストラリアの国会議員ケルビン・トムソン(英語版)がオーストラリアGPへの公費援助を批判し、エクレストンの娘タマラのことを「億万長者のくず」と呼んだことに対し、「こんなことを言った間抜けは誰だ？ そいつはちょっとあほだからクビにするべきだ。そいつは自分が何を話しているか、間違いなく分かっていないだろう。そっちは共産国家じゃないんだろ？娘は、ミスター誰それとかいう奴よりも、ずっと慈善活動に取り組み、慈善団体に寄付をしている」と激しく反撃した[55]。
- 2017年限りでホンダとのパワーユニット供給契約を破棄したマクラーレンに関して、「色んなことが上手く行かなかったのはホンダではなくマクラーレンのせいだ」「毎日毎日、彼らは協力して働くのではなく、あらゆることで戦いをしかけていた。愚かなことだ」と批判した[56]。
- 2018年からグリッド・ガールが廃止される決定に対して、「グリッドガールを使えるようにするべきだ。ドライバーは彼女たちが好きだし、観客もそうだ。誰も気にかけてなどいない。」として、廃止に否定的な発言を行った[57]。
- 2018年限りでF1引退を決めたフェルナンド・アロンソに対しては、「アロンソは間違いなく最高レベルのドライバーだが、何度か間違った決断をしてきた。人生のほかのエリアにおいては、彼は偉大だと言えないのは確かだ」と評した[58]。
- 史上最高のF1ドライバーを選ぶとしたら?という質問に「アラン・プロスト」と答え、ミハエル・シューマッハやアイルトン・セナはチームメイトから助けを得ていたが、プロストはそうした特別扱いは一切受けなかった、と述べている[59]。
- ルイス・ハミルトンが支持するBlack Lives Matter（人種差別撤廃運動）について「白人よりも黒人の方が人種差別的なケースもかなり多く見受けられる」と発言[60]。ハミルトンはSNSで「無知で無教養なコメント」に失望したと述べ、F1公式もエクレストンの発言に反対する立場を表明し、すでに名誉会長の職から離れた人物であることを強調した[61]。
- 2022年2月に勃発したロシアによるウクライナ侵攻を受けて、FIAはロシアGPの中止（後に開催契約打ち切り）を発表したが、3月2日のAFPの電話取材に応じ「どう考えても理解できない」と述べた上で、「私の知る限り、ロシアで戦争は起きていない。それならもし開催しても誰にも影響はないだろう」と語り、さらに「スポーツの分野でこのようにロシアを処分しようとする考えは、プーチン大統領を罰することには一切ならない」「（ロシアGPを中止することで）彼が何をするというんだ。侵攻を止めるのか？」「まったくばかばかしい」と一連の決定を批判した[62]。

### エピソード
- 「何事も自分で決め、自分でやる」行動派であり、パドックやレース前のグリッド上で精力的に働く姿がテレビ中継に映ることも多い。来賓のVIPをもてなすだけでなく、モーターホームの駐車位置や接待用の皿の並べ方まで自ら指示すると云われ、細部にこだわる完璧主義は徹底している。2011年のブラジルGPにて、F1フォトグラファーの金子博が永久取材パスを発給された時には、多忙の合間を縫って自ら金子にパスを手渡した[63]。

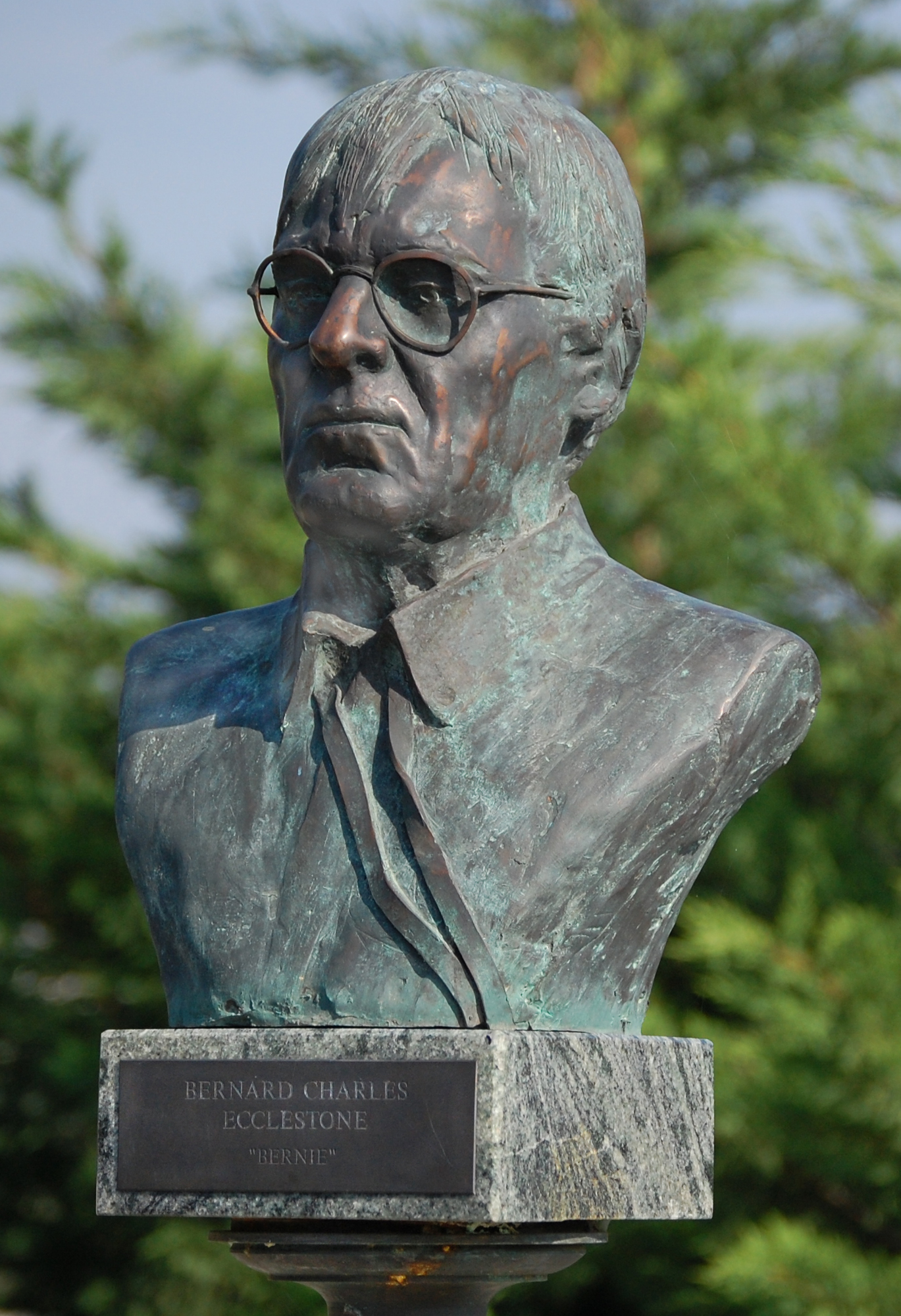
エクレストンの銅像

- 1986年に東欧圏初のF1開催を実現させたハンガリーのハンガロリンクには、エクレストンの銅像が建てられている。
- 毎年関係者に送るクリスマスカードには、F1をとりまく状況を風刺したイラストが描かれている。2008年版は前述のモズレーのセックススキャンダルを茶化した「ブリアトーレの尻を鞭で打つモズレー」という絵柄だった[64]。
- サーキットレースに対する理解はあるものの、ラリーは嫌いである。以前、グレートブリテンラリーにゲストとして呼ばれたものの、「服が汚れるから」との理由で乗ってきた車から一切降りようとしなかったという。
- 2010年11月にはロンドン市内で何者かに襲われ、スイスの「ウブロ」ブランドの腕時計や宝石など約31万ドル（約2600万円）相当を盗まれる被害に遭った[65]。この際本人も頭部を蹴られ右目の周りに青あざが残る怪我を負うが、同年12月には青あざがはっきりと残る顔のまま「ウブロ」が発売するF1公式腕時計の広告に登場したことで話題を呼んだ[66]。なおこの時の顔写真は事件直後、エクレストンが個人的に親しいウブロ社社長に携帯メールで送付したものをそのまま使用している。
- 2011年の東日本大震災（および福島第一原子力発電所事故）の影響を懸念して、同年の日本GP開催を危惧する声が起こった時、記者会見で開催を明言し、被災地から3000名を日本GPへ無料招待した（通称バーニーシート）[67]。
- 現場第一主義であるにもかかわらず、唯一オーストラリアGPには、2016年現在一切顔を出していない[68]。主催者側の元会長であるロン・ウォーカーとかつては盟友ともいえる関係にあったが、現在は仲違いしているため[68]。
- F1の各グランプリには、基本的に自身のプライベートジェット（ボンバルディア製）で移動するが、キャビンアテンダントを雇っておらず、その関係で機内では一切機内食が出ない。自身は「20時間以上の移動でも水分補給さえしていれば十分」なためだが、ある時夫人を伴って日本GPにやってきた際には、夫人が空腹に耐えかねて不満を訴えていたという[68]。
- 自身の経営手法から「金満」といった評価もある一方で、自身の裁量でロータスF1チームが深刻な経営難に陥った際は従業員の食事[69]や給料を前借りとして肩代わりしたり、好成績を残す一方で財政難だったフォース・インディアに本来シーズン終了後に確定する分配金の一部を何年も前倒しで支払ったり、経営難からチーム売却を検討していたウィリアムズF1の売却先探しを支援するなど温情的な一面もあった。現在F1の経営権を握るリバティメディアはこのような事は行わない。
- ホンダに対して好意的な発言が目立ち、先述の第4期マクラーレン・ホンダ時代に関してマクラーレン側の態度を批判したほか、2019年のアゼルバイジャンGPを訪れた際に「ようやくトップを狙えるポジションに来たことを非常に喜んでいる。でも私が本当に見たいのはF1で彼らが勝つ姿だよ」と語った[70]。

## F1での年度別成績
| 年     | 所属チーム                         | シャシー | 1   | 2       | 3   | 4   | 5   | 6   | 7        | 8   | 9   | 10  | 11  | WDC       | ポイント |
| ------ | ---------------------------------- | -------- | --- | ------- | --- | --- | --- | --- | -------- | --- | --- | --- | --- | --------- | -------- |
| 1958年 | コンノート／バーニー・エクレストン | Type B   | ARG | MON DNQ | NED | 500 | BEL | FRA | GBR DNQ* | GER | POR | ITA | MOR | NC (77位) | 0        |

- * 印は予選までエクレストン本人が出場していたが、決勝はジャック・フェアマンにマシンを譲った。

## 映像作品
- 『LUCKY!』（邦題：F1界のドン バーニー･エクレストン 光と影、2022年）
バーニーの半生を振り返ったドキュメンタリー。バーニー自らがナレーションを行っている。60分✕8話。日本ではDAZNで配信された[71]。